# The Hangmen (amerykański zespół muzyczny)
The Hangmen – amerykański zespół rockowy założony w 1964 roku w Rockville, w stanie Maryland.

## Historia
Zespół został założony w 1964 roku przez basistę Mike'a Westa i gitarzystę rytmicznego George'a Daly'ego w Montgomery Junior College, w miejscowości Rockville, w stanie Maryland. W 1965 roku do zespołu dołączyli Tom Guernsey (gitara) i Bob Berberich (perkusja), byli członkowie zespołu The Reekers. Wokalistą zespołu został Dave Ottley pochodzący z Glasgow w Szkocji.
The Hangmen osiągnęli lokalny sukces w 1966 roku dzięki utworowi „What a Girl Can't Do” nagranemu jeszcze przez zespół The Reekers, jednak wydanym później (w 1965 roku) wraz z utworem „The Girl Who Faded Away” pod szyldem The Hangmen.
Po przeprowadzce Ottleya do Londynu zastąpił go Tony Taylor. Wraz z nim zespół wydał album „Bittersweet”. Następnie zespół wielokrotnie zmieniał swój skład, a także zmieniono nazwę na The Button oraz Graffiti.

## Dyskografia

### Single
- „What a Girl Can't Do” / „The Girl Who Faded Away” (1965)
- „Faces” / „Bad Goodbye” (1966)
- „Dream Baby” / „Let It Be Me” (1966)

### LP
- „Bittersweet” (1967)